# Юлово (Городищенский район)
Юлово — село в Городищенском районе Пензенской области. Административный центр Юловского сельсовета.

## География
Село расположено в восточной части Пензенской области, на расстоянии примерно 8 км по прямой к западу-северо-западу Городища, административного центра района.
Часовой пояс
Село Юлово как и вся Пензенская область, находится в часовой зоне МСК (московское время). Смещение применяемого времени относительно UTC составляет +3:00.

## Население
| 1782  | 1864  | 1877  | 1897  | 1911  | 1926  | 1930  |
| ----- | ----- | ----- | ----- | ----- | ----- | ----- |
| 1953  | ↗3514 | ↗3523 | ↗4215 | ↗4995 | ↘3022 | ↗3479 |
| 1939  | 1959  | 1970  | 1979  | 1989  | 1996  | 2002  |
| ↘2926 | ↘1328 | ↘1072 | ↘883  | ↘787  | ↘714  | ↘641  |
| 2010  |       |       |       |       |       |       |
| ↘522  |       |       |       |       |       |       |

Национальный состав
Согласно результатам переписи 2002 года, в национальной структуре населения русские составляли 93 % из 641 чел.